# Intervju s vampirom
 Ovo je glavno značenje pojma Intervju s vampirom. Za film snimljen po noveli pogledajte Intervju s vampirom (1994).
Intervju s vampirom je prva novela Vampirskih kronika, napisana 1973., a objavljena 1976. godine. Ubrzo je dobila kultni status, pa je tako i danas najprodavanija knjiga Anne Rice. 

## Radnja novele
U San Franciscu, vampir Louis priča svoju 200-godišnju životnu priču novinaru Danielu Molloyu. 
1791. Louis je bio mladi plantažer i živio je u New Orleansu. Dugo je krivio sebe za bratovu smrt dok ga jednog dana vampir Lestat, koji je želio njegovu plantažu, nije pretvorio u vampira. Iako je Louis ispočetka molio da ga ubije, on i Lestat postali su besmrtni partneri. Proveli su neko vrijeme na plantaži, Lestat se hranio robovima, dok je Louis životinjama jer se nije mogao oduprijeti moralu i sudjelovati u ubojstvima.
No, robovi su se počeli bojati s kakvim to čudovištima žive, pa su morali napustiti plantažu. Louis pada pod Lestatov utjecaj i počinje se hraniti ljudima. Bježeći iz New Orleansa, Louis pronalazi djevojčicu zaraženu kugom pokraj leša njene majke. Pošto je bila na rubu smrti, Lestat je pretvori u svoju vampirsku "kćer" i nazove je Claudia (njeno pravo ime se nikad nije spomenuto). 
Premda užasnut što je Lestat pretvorio dijete u vampira, Louis se brzo zaljubljuje u nju i pruža joj roditeljsku skrb. Claudia počinje sama ubijati, ali isto tako mrziti Lestata kad shvati da nikad neće odrasti. Premda je psihički zrela, inteligentna žena, njeno tijelo je ostalo na razini petogodišnjeg djeteta. 
Nakon 65 godina zajedničkog života, Claudia smisli plan za uništavanje Lestata, te ga otruje, a kasnije i zapali. Nakon što shvate da su vjerojatno jedini vampiri u Americi, Claudia poželi da ona i Louis putuju po Europi u potrazi za vampirima Starog svijeta. Stigavši u Europu, nalaze na više pripadnika svoje vrste. Prvo putuju po istočnoj Europi, no tamo su vampiri samo animirana, neinteligentna hodajuća tijela. Sebi slične nalaze u Parizu, točnije Armanda i njegovu družinu u Théâtre des Vampiresu. Bojeći se da će je Louis ostaviti radi Armanda, Claudia nagovara Louisa da parišku lutkaricu Madeleine pretvori u vampira kako bi joj služila kao majka i zamjena za Louisa. Ispočetka oklijeva, a zatim popusti njenim željama. 
Trojka tako živi kratko vrijeme, dok ih jedne noći ne otme družina iz Theatre des Vampiresa. Dolazi Lestat, koji je preživio požar u New Orleansu, a njegov bijes na Louisa i Claudije rezultira zatvaranjem Louisa u lijes, a Madeleine i Claudije u prostoriju s otvorenim krovom. Louis je preživio, no njih dvije je spržilo izlazeće sunce. Armand spasi Louisa, no on vidi pepeo, te se razbjesni i zapali Theatre i sve vampire unutra. 
Louis i Armand putuju zajedno Europom nekoliko godina, no Louis se nikako ne može oporaviti od Claudijine smrti, te se na kraju njih dvojica razdvajaju. Umoran od Starog svijeta, Louis se vraća u New Orleans na početku 20. stoljeća, živi usamljeno, hrani se svakim čovjekom koji mu se pojavi na putu, ali nikad ne napravi novog vampira. 
Rekavši novinaru jedno od zadnjih Lestatovih prebivališta, Louis završava priču o 200 godina besmrtnosti i patnje kroz koju je prolazio. No, novinar, koji je vidio samo dobre stvari vezane za vampire, moli da i njega pretvori. Bijesan što novinar nije ništa naučio iz ove priče, Louis odbija, napada ga i nestaje bez traga. Oporavljajući se od napada, novinar odluči posjetiti Lestata na danoj adresi.